# Lycophidion nigromaculatum
Lycophidion nigromaculatum (чорноплямиста вовча змія) — вид змій родини Lamprophiidae. Мешкає в Західній Африці.

## Поширення і екологія
Чорноплямисті вовчі змії мешкають на південному сході Гвінеї (гора Німба), на сході Ліберії, в Кот-д'Івуарі, Гані і західному Того. Вони живуть у вологих тропічних лісах. Живляться ящірками.